# Rauno Miettinen
Pour les articles homonymes, voir Miettinen.
Rauno Martti Juhani Miettinen, né le 25 mai 1949 à Kuopio, est un coureur du combiné nordique et sauteur à ski finlandais. Il est vice-champion olympique de combiné nordique en 1972 ainsi que vice-champion du monde en 1978. Il est quintuple vainqueur du Festival de ski d'Holmenkollen.

## Biographie
Membre du club Suonenjoen Vasama, il s'illustre chez les juniors en remportant deux titres aux championnats du monde de la catégorie en 1968 et 1969.
Ses succès les plus importants interviennent au Festival de ski de Holmenkollen, où il gagne la course de combiné en 1969, 1971, 1972, 1973 et 1978, faisant de lui l'un des quatre athlètes quintuples vainqueurs au site norvégien. Il s'impose aussi devant son public aux Jeux du ski de Lahti en 1976 et 1982, ainsi qu'à la Coupe de la Forêt-Noire en 1974, 1975 et 1978.
Aux Jeux olympiques d'hiver de Sapporo 1972, il remporte la médaille d'argent du combiné nordique derrière Ulrich Wehling (19 ans), qui deviendra triple champion olympique. Il prend part aussi aux concours de saut à ski, où il est 17e et 32e. Quatre ans plus tard, aux Jeux olympiques d'Innsbruck, où il est le porte-drapeau finlandais, il doit se contenter de la quatrième place. Il revient sur le podium en grand championnat lors du mondial disputé à Lahti en 1978, avec une médaille d'argent, l'or étant gagné par Konrad Winkler.
Aux Jeux olympiques de Lake Placid 1980, il n'est que 23e.
Il quitte la compétition au niveau international après avoir obtenu une médaille d'argent aux Championnats du monde 1984 dans l'épreuve par équipes, comme en 1982. En 1984, il se rend aux Jeux olympiques pour la quatrième fois et arrive au quatrième rang en combiné. Auparavant, il prend part à la nouvelle Coupe du monde et décroche un succès sur la manche de Falun, le 24 février 1984.

## Palmarès

### Jeux olympiques
| Épreuve / Édition | Épreuve / Édition | Sapporo 1972 | Innsbruck 1976 | Lake Placid 1980 | Sarajevo 1984 |
| Combiné nordique  | Combiné nordique  | Argent       | 4e             | 23e              | 4e            |
| Saut à ski        | Petit tremplin    | 17e          |                |                  |               |
| Saut à ski        | Grand tremplin    | 32e          | 21e            |                  |               |

### Championnats du monde
| Épreuve / Édition | Épreuve / Édition | Vysoke Tatry 1970 | Falun 1974 | Lahti 1978 | Oslo 1982 | Rovaniemi 1984 |
| Combiné nordique  | Individuel        | 4e                | 6e         | Argent     |           |                |
| Combiné nordique  | Par équipes       |                   |            |            | Argent    | Argent         |

### Coupe du monde
- Meilleur classement général : 6e en 1984.
- 1 podium individuel : 1 victoire.

#### Détail de la victoire
| Édition / Épreuve | Gundersen         | Total |
| 1984              | Falun (K90/15 km) | 1     |
| Total             | 1                 | 1     |

#### Différents classements en Coupe du monde
| Année | Classement général final |
| 1984  | 6e                       |

### Festival de ski d'Holmenkollen
- Vainqueur du combiné nordique en 1969, 1971, 1972, 1973 et 1978.

## Distinction
- Il a obtenu la Médaille d'Holmenkollen en 1972.